# Thelotrema canarense
Thelotrema canarense är en lavart som beskrevs av Patw. & C. R. Kulk. Thelotrema canarense ingår i släktet Thelotrema och familjen Graphidaceae.   Inga underarter finns listade i Catalogue of Life.